# Goji bogyó

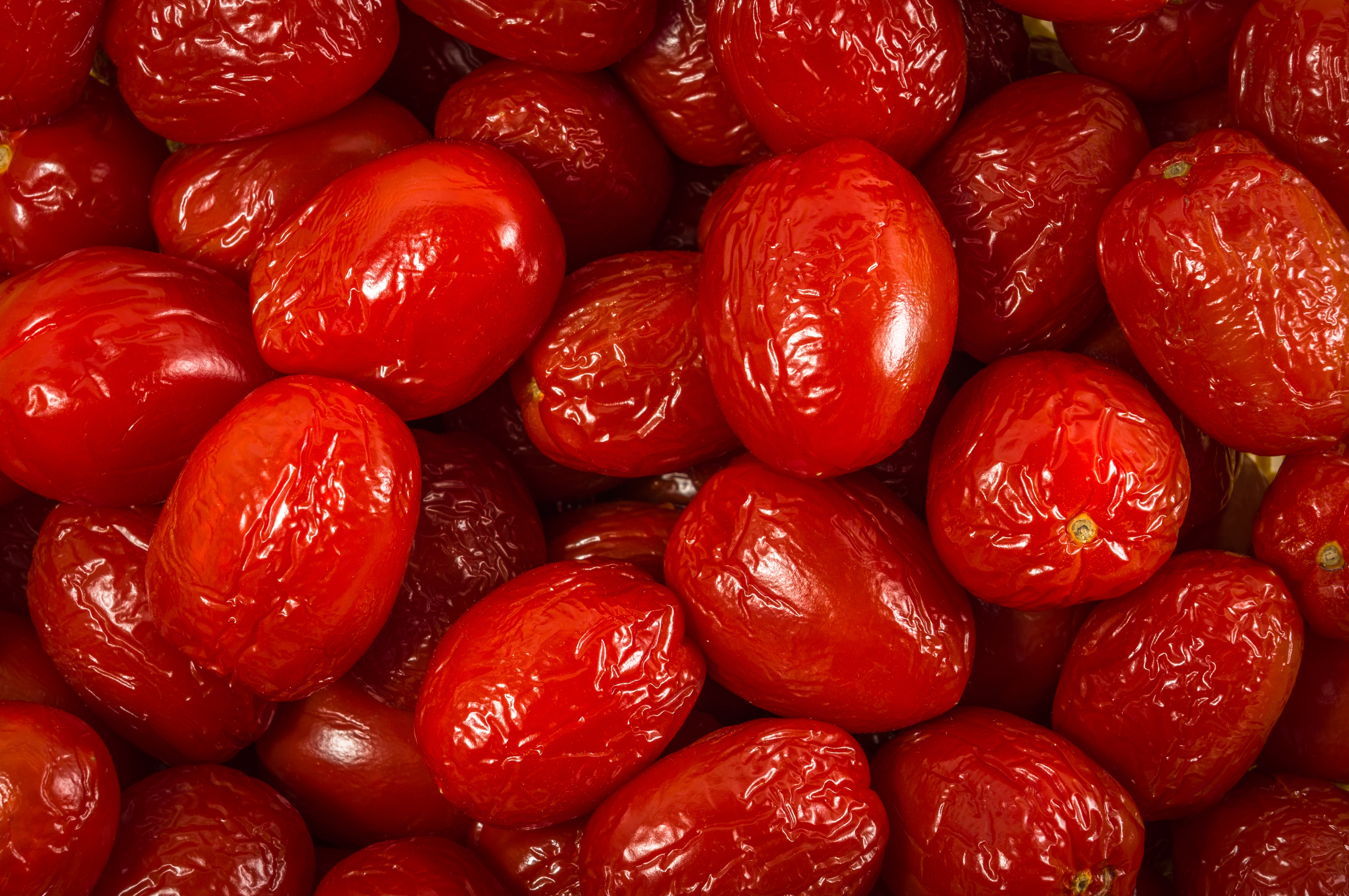
Goji bogyó

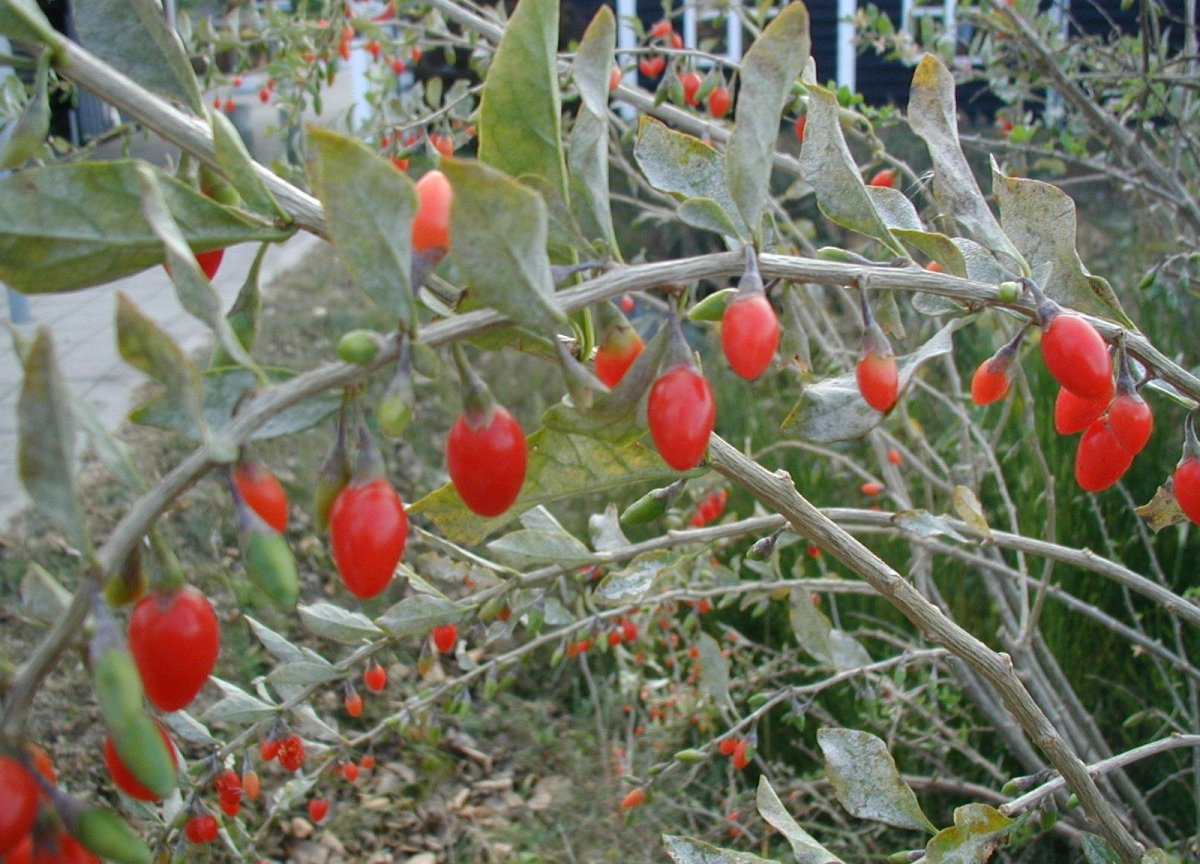
Lycium barbarum

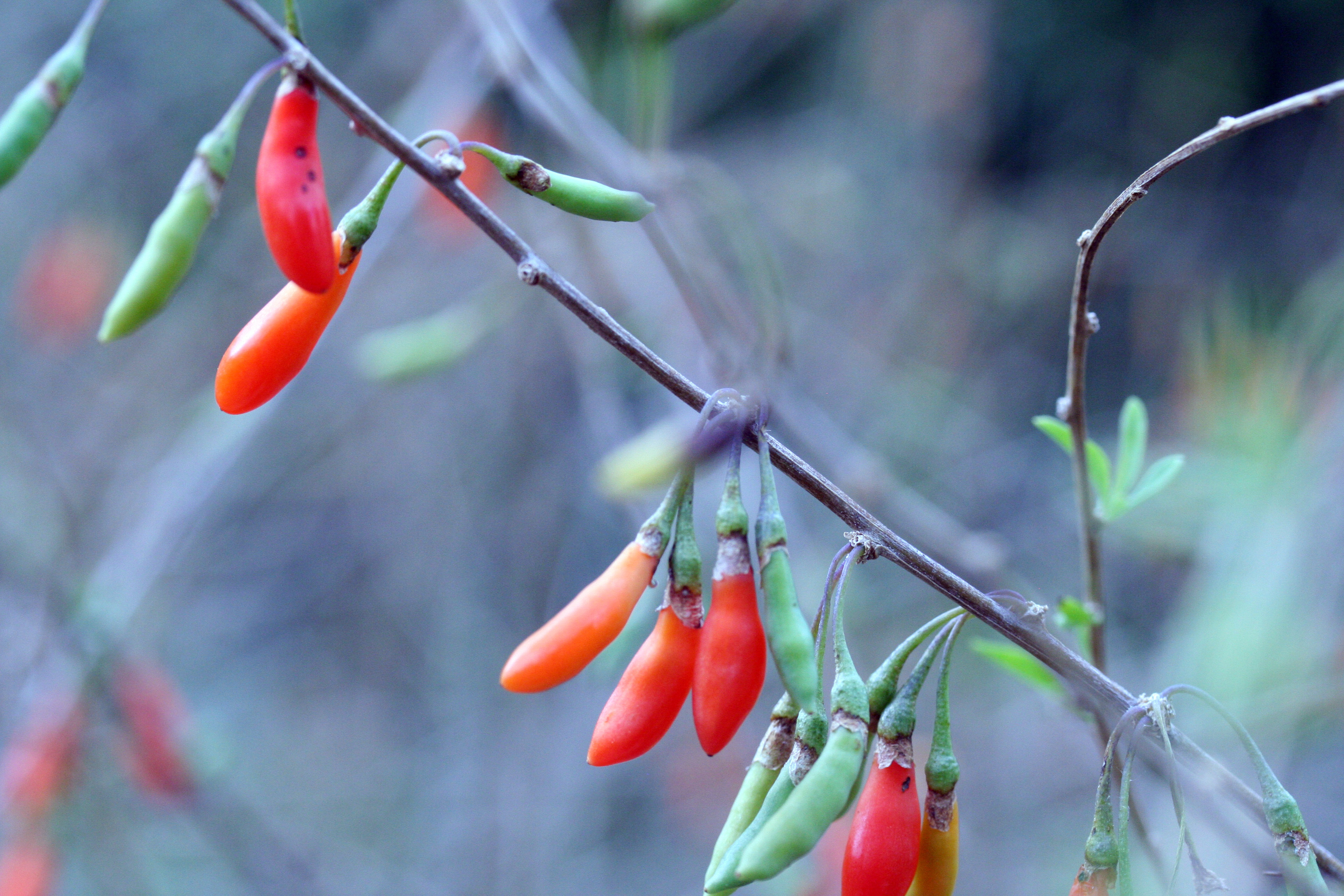
Lycium chinesis

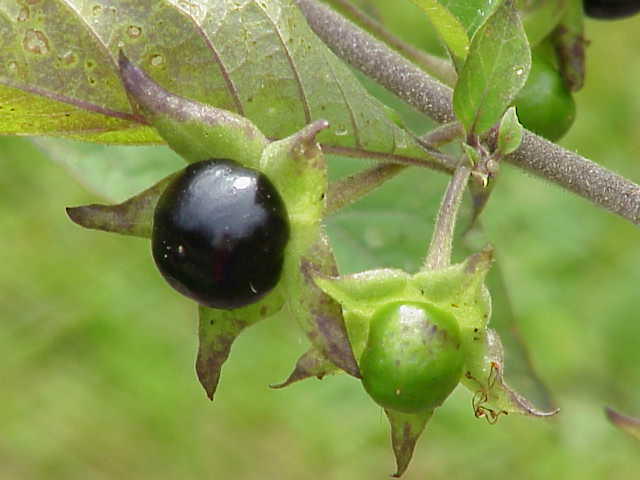
Atropa belladonna

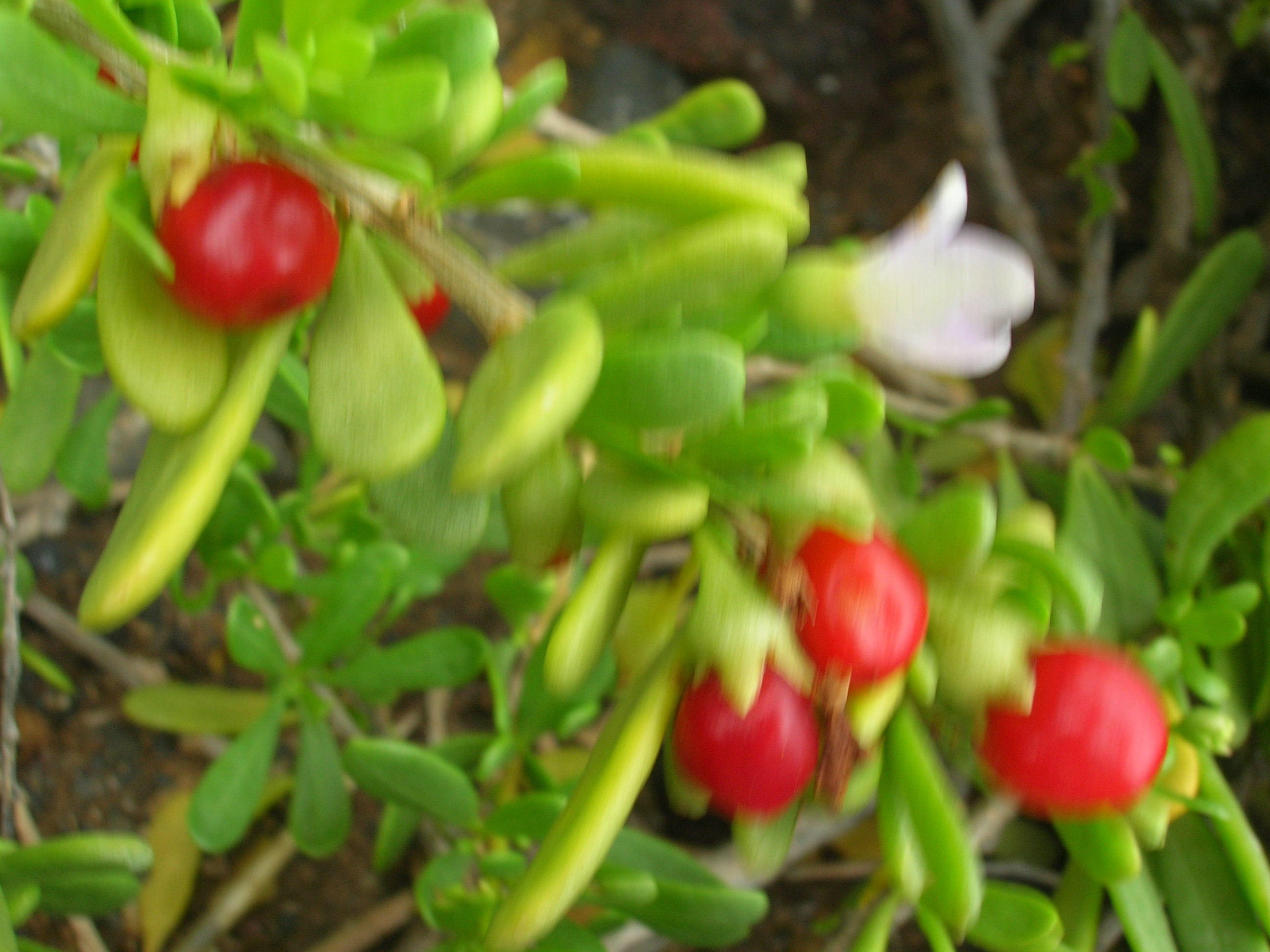
Lycium sandwicense

A goji bogyó (Lycii fructus) az ördögcérna (Lycium) nemzetségbe tartozó egyes fajok ehető terméseinek neve. Angol wolfberry nevének magyar fordítása révén nevezik farkasbogyónak is. Az Ázsiából, főként Kínából származó aszalt gyümölcsöket gyógyhatása miatt fogyasztják.

## Megkülönböztetése
A ördögcérna (Lycium) nemzetség sok (80-130) faját nevesítik, mivel az egész világon elterjedt növénycsoportról van szó. Sokuk elkülönítése bizonytalan, hisz esetleg csak a földrajzi elterjedés miatt kapott eltérő nevet egy lényegében egyező növény. Mivel a burgonyafélék családjába tartoznak, éretlen termésük nagy mennyiségű szolanint tartalmaz. 
- Lycium barbarum: Vékony vesszőkből álló tövis nélküli bokrot alkot. Kis levelei lándzsa alakúak, nyéllel, virága lilás. Termése vörös, ehető.
- Lycium chinesis: Vékony vesszőkből álló tövis nélküli bokrot alkot. Kis levelei kerekded alakúak, nyél nélkül, virága lilás, tövise nincs. Termése vörös, ehető.
- Lycium europaeum: Erősebb vesszőkből álló tövises bokrot alkot. Kis, húsos levelei lándzsa alakúak, nyél nélkül, virága lilás. Termése vörös, enyhén mérgező lehet. Fiatal hajtásai főzve ehetőek.
- Atropa belladonna, vagyis nadragulya, melyet szintén neveznek farkasbogyónak is: Különálló, fásan elágazó növény. Levelei akár tenyérnyiek, tövistelen. Virága fakó lila. Termése fekete, erősen mérgező. A fentiektől könnyen megkülönböztethető, csupán nevében azonos.

## Gyógyhatása
A goji bogyót, a piros színű, nyers termést elrágcsálva, a szárított bogyókat vagy vízbe áztatva teába (müzlivel, turmixokhoz), de akár főzve is különböző kásákkal fogyasztják. Fogyasztásának tulajdonítják a hosszan tartó fiatalos közérzetet, szépséget, erőt és kitartást. A világ több részén afrodiziákumként ismerik. A nagy mennyiségű C-vitaminon kívül 18-féle aminosavat és 21-féle ásványi anyagot is tartalmaz.
Az aszalvány főbb beltartalmi értékeinek összehasonlítása a kajszibarackkal:
|                           | Goji bogyó aszalva | Kajszibarack aszalva |
| 100 g-ban mért érték      |                    |                      |
| Energia (kcal)            | 370                | 226                  |
| Fehérje (g)               | 11,7               | 2,5                  |
| Cukrok (g)                | 67,7               | 46,3                 |
| Zsírok (g)                | 8,2                | 0,28                 |
| Rostok (g)                | 10                 | 13                   |
| C-vitamin (mg)            | 29                 | 3,8                  |
| Kalcium (mg)              | 112                | 55                   |
| Kálium (mg)               | 1132               | 1520                 |
| Béta-karotin (mikrogramm) | 7400               | 2280                 |

## Termesztése
Az ördögcérna -25 °C-ig télálló, minden kerti talajon jól fejlődik. Szereti a napos, félárnyékos helyet. A növény erőteljes növekedésű, 4 m magasra is megnő, és a 2. évtől már teremhet. Egylaki növény, azaz nem igényel külön porzófát. Virágai nyáron élénk lilás színűek, augusztustól októberig pedig korallvörös bogyókat terem. Évente ritkító metszést igényel.
Magról történő vetése bizonytalan kimenetelű.